# Nephodia subpallida
Nephodia subpallida är en fjärilsart som beskrevs av W. Warren 1907. Nephodia subpallida ingår i släktet Nephodia och familjen mätare. Inga underarter finns listade i Catalogue of Life.